# 김대근 (1970년)
김대근(1970년 3월 17일 ~ )은 대한민국의 MBC의 보도국 기자이며 주로 스포츠 전문기자로 활동 중이다.  2002년 월드컵 현장 취재로 전했다. 